# Airaphilus perangustus
Airaphilus perangustus är en skalbaggsart som beskrevs av Lindberg 1943. Airaphilus perangustus ingår i släktet Airaphilus, och familjen smalplattbaggar. Enligt den finländska rödlistan är arten sårbar i Finland. Arten har ej påträffats i Sverige. Artens livsmiljö är sandstränder vid Östersjön.